# Parastemon grandifructus
Parastemon grandifructus är en tvåhjärtbladig växtart som beskrevs av Ghillean `Iain' Tolmie Prance. Parastemon grandifructus ingår i släktet Parastemon och familjen Chrysobalanaceae. Inga underarter finns listade i Catalogue of Life.